# Bereheli, Krasîliv
Bereheli (în ucraineană Берегелі) este un sat în comuna Veselivka din raionul Krasîliv, regiunea Hmelnîțkîi, Ucraina.
Localitatea face parte din regiunea istorică Volânia, iar după tratatul de pace de la Riga din 1921 a devenit parte a Uniunii Sovietice.

## Demografie
Componența lingvistică a localității Bereheli
     Ucraineană (99,2%)
     Alte limbi (0,8%)
Conform recensământului din 2001, majoritatea populației localității Bereheli era vorbitoare de ucraineană (99,2%), existând în minoritate și vorbitori de alte limbi.